# Warenwetbesluit Etikettering van levensmiddelen
Het Warenwetbesluit Etikettering van levensmiddelen was een Nederlands uitvoeringsbesluit krachtens de Warenwet met voorschriften inzake etikettering van voedingsmiddelen. Het besluit is eind 2014 vervallen en vervangen door het Warenwetbesluit informatie levensmiddelen.
Het besluit regelde onder andere:
- vermelding van ingrediënten (in volgorde van afnemend gewicht),
- netto hoeveelheid,
- de uiterste consumptiedatum (te gebruiken tot) dan wel datum van houdbaarheid (Ten minste houdbaar tot, t.h.t.).